# Александр (презид)
Александр (лат. Alexander) — восточноримский политический деятель конца V века.
В 497—498 годах Александр занимал должность презида Осроэны. На этом посту он принял меры по улучшению отправления правосудия и улучшению и расширению удобств в Эдессе. Больше о нём ничего неизвестно.